# Грб Шлезвиг-Холштајна
Грб Шлезвиг-Холштајна је званични грб немачке покрајине Шлезвиг-Холштајна. Као грб покрајине у овом изгледу усвојен је 1957. године.

## Опис грба
Грб немачке државе Шлезвиг-Холштајн је композиција два грба на вертикално подељеном штиту. На хералдички десном пољу, односно левом гледано од стране гледаоца, налазе се два плава лава у пролазу на златној позадини, окренути ка другој половини грба. Лавови Шлезвига су узети из грба Данске. На хералдички левој страни грба, налази се сребрни лист коприве на црвеном пољу. То је грб Холштајна, и то је древни симбол који је био у употреби у време владарске династије Шауенбург и Холштајн.